# Salzburgring

Bankarta.

Salzburgring är en racerbana belägen några mil öster om Salzburg i Österrike. Banan är 4,225 kilometer lång och det allra snabbaste varvet på banan sattes av Mick Doohan på en Honda 500cc-motorcykel med tiden 1.17,126. En Formel 1-bil skulle klara av banan på mindre än en minut.

## Historia
Banan öppnades 1968 och har en enkel design, där två raksträckor länkas ihop av en långsam kurva, samt ett par tekniska sektioner. Salzburgring arrangerade Grand Prix i roadracing under många år, vilket var banans klart största evenemang, men även Superbike-VM, DTM och Formel 2-EM besökte banan under dess glansdagar. Efter att Grand Prix-serien lämnat Salzburgring 1994 blev banan en relativt anonym bana, men den arrangerade European Touring Car Cup 2008 med Michel Nykjær som mästare.
Banan i sig är inte särskilt tekniskt svår, men farterna som förenas med de lång raksträckorna gjorde att roadracing till slut blev ohållbart på banan av säkerhetsskäl. Banan är godkänd för att arrangera mindre internationella tävlingar, men avåkningszonerna skulle inte räcka för snabbare formelbilar.